# Macgillycuddy’s Reeks
Macgillycuddy’s Reeks (irisch: Na Cruacha Dubha) ist die Bezeichnung für einen Gebirgszug in Irland. Der Carrantuohill ist sowohl höchster Berg der Macgillycuddy’s Reeks als auch der gesamten Insel (1039 m).
Auch die anderen beiden Gipfel Irlands über der Tausend-Meter-Grenze befinden sich hier, der Beenkeragh (irisch Binn Chaorach; 1010 m) und der 1001 m hohe Caher (irisch Cathair); insgesamt besteht der Gebirgszug aus über 100 Gipfeln. Die Berge stellen einen Teil der Armorischen Highlands dar und bestehen aus von Gletschern geformten Sandsteinmassiven.
Die Macgillycuddy’s Reeks befinden sich auf der Halbinsel Iveragh nahe der Seen von Killarney. Der engl. Name des Gebirges geht auf das 18. Jahrhundert zurück, in welchem es nach dem irischen Clan Macgillicuddy (irisch Mac Giolla Chuda, dt. „Sohn des Dieners des hl. Mochuda“) benannt wurde, welcher schon lange und bis spät ins 20. Jahrhundert diesen Bereich des County Kerry in Besitz hatte. Die irischsprachige Bezeichnung Na Cruacha Dubha bedeutet einfach „die schwarzen Haufen“.